# Moncaup (Pyrénées-Atlantiques)
Moncaup ist eine französische Gemeinde mit 154 Einwohnern (Stand 1. Januar 2022) im Département Pyrénées-Atlantiques in der Region Nouvelle-Aquitaine (vor 2016: Aquitanien). Die Gemeinde gehört zum Arrondissement Pau und zum Kanton Terres des Luys et Coteaux du Vic-Bilh (bis 2015: Kanton Lembeye).
Der Name in der gascognischen Sprache lautet Moncauv. Die Bewohner werden Moncaupais und Moncaupaises genannt.

## Geographie
Moncaup liegt circa 45 Kilometer nordöstlich von Pau in der Region Vic-Bilh der historischen Provinz Béarn am nordöstlichen Rand des Départements an der Grenze zu dem benachbarten Département Hautes-Pyrénées.
Umgeben wird Moncaup von den Nachbargemeinden:
| Séméacq-Blachon | Monpezat                                    | Lascazères (Hautes-Pyrénées)       |
| Corbère-Abères  | Kompassrose, die auf Nachbargemeinden zeigt | Sombrun (Hautes-Pyrénées)          |
| Bassillon-Vauzé | Vidouze (Hautes-Pyrénées)                   | Lahitte-Toupière (Hautes-Pyrénées) |

Moncaup liegt im Einzugsgebiet des Flusses Adour. Der Louet, ein Nebenfluss des Adour, durchquert das Gebiet der Gemeinde zusammen mit seinem Zufluss, dem Ruisseau de Mortères, ebenso wie der Larcis, ein Nebenfluss des Lées. Der Bergons, ein weiterer Nebenfluss des Adour, entspringt im Gemeindegebiet.

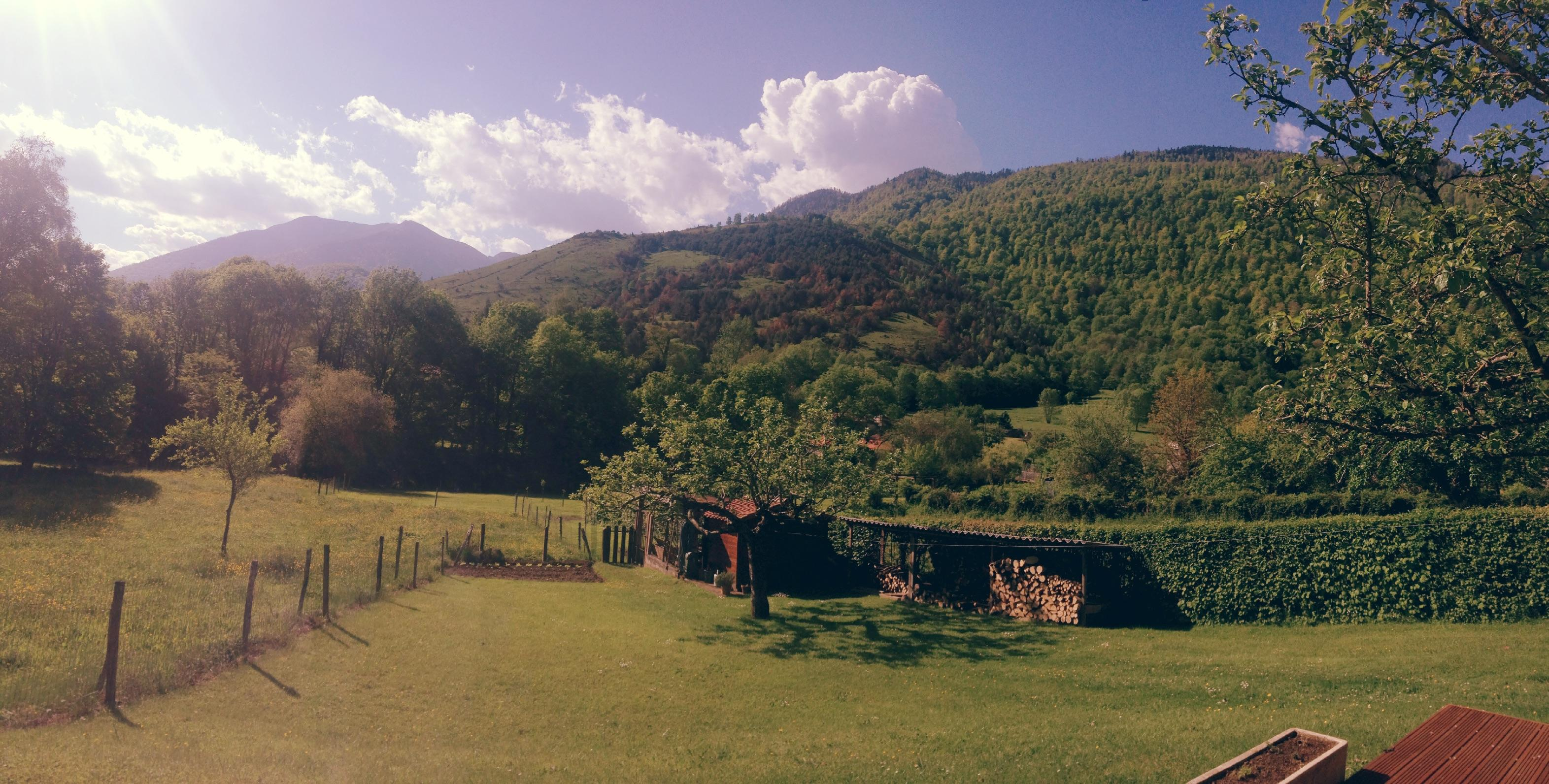
Landschaft bei Moncaup

## Geschichte
Moncaup entwickelte sich im Mittelalter an der Grenze zum Bigorre als sogenanntes castelnau. Ein Castelnau (deutsch Neuburg, okzitanisch castèl nòu, im Vulgärlatein castellum novum) ist ein Dorf oder eine Stadt, die in der Nähe einer Erdhügelburg gegründet wurde. Ein Entwicklungsschub ergab sich durch die Lage an einem der Jakobswege nach Santiago de Compostela. Ein Hospital zur Aufnahme und Pflege der vorbeiziehenden Pilgern unter der Leitung des Malteserordens von Caubin und Morlaàs wurde eingerichtet. Bei dem Zensus im Jahre 1385 wurden in Moncaup 52 Haushalte gezählt, darunter dem des Kommandeurs des Hospitals. Das Dorf gehörte zur Bailliage von Lembeye. Aufgrund der geografischen Lage geriet Moncoup immer wieder in die Interessenkonflikte der benachbarten Territorien, z. B. 1415 zwischen den Häusern des Béarn und des Armagnac. In der Folge wurde Moncaup jedoch Sitz eines bedeutenden Marktes, der von Katharina von Navarra bewilligt worden war, was der Größe von Moncaup zu einem weiteren Schub verhalf. Im 16. Jahrhundert gehörte die heutige Gemeinde Monpezat zu Moncaup. 1675 wurden in Moncaup bereits 135 Haushalte gezählt.
Toponyme und Erwähnungen von Moncaup waren:
- Mont-Caup (1343, Manuscript von 1343),
- Moncaub (1402, Volkszählung im Béarn),
- Moncamp und Sainte-Luce de Moncaup (1546 bzw. 1680, Manuskriptsammlung des 16. bis 18. Jahrhunderts) und
- Moncaup (1750, Karte von Cassini).[4][5]

### Einwohnerentwicklung
Nach zwei Höchstständen der Einwohnerzahl von rund 830 in der ersten Hälfte und in der Mitte des 19. Jahrhunderts reduzierte sich die Zahl bei kurzen Erholungsphasen bis zu den 1970er Jahren auf ein Niveau von rund 160, das bis heute gehalten wird.
| Jahr      | 1962 | 1968 | 1975 | 1982 | 1990 | 1999 | 2006 | 2009 | 2022 |
| --------- | ---- | ---- | ---- | ---- | ---- | ---- | ---- | ---- | ---- |
| Einwohner | 239  | 192  | 164  | 165  | 177  | 144  | 151  | 158  | 154  |

## Sehenswürdigkeiten

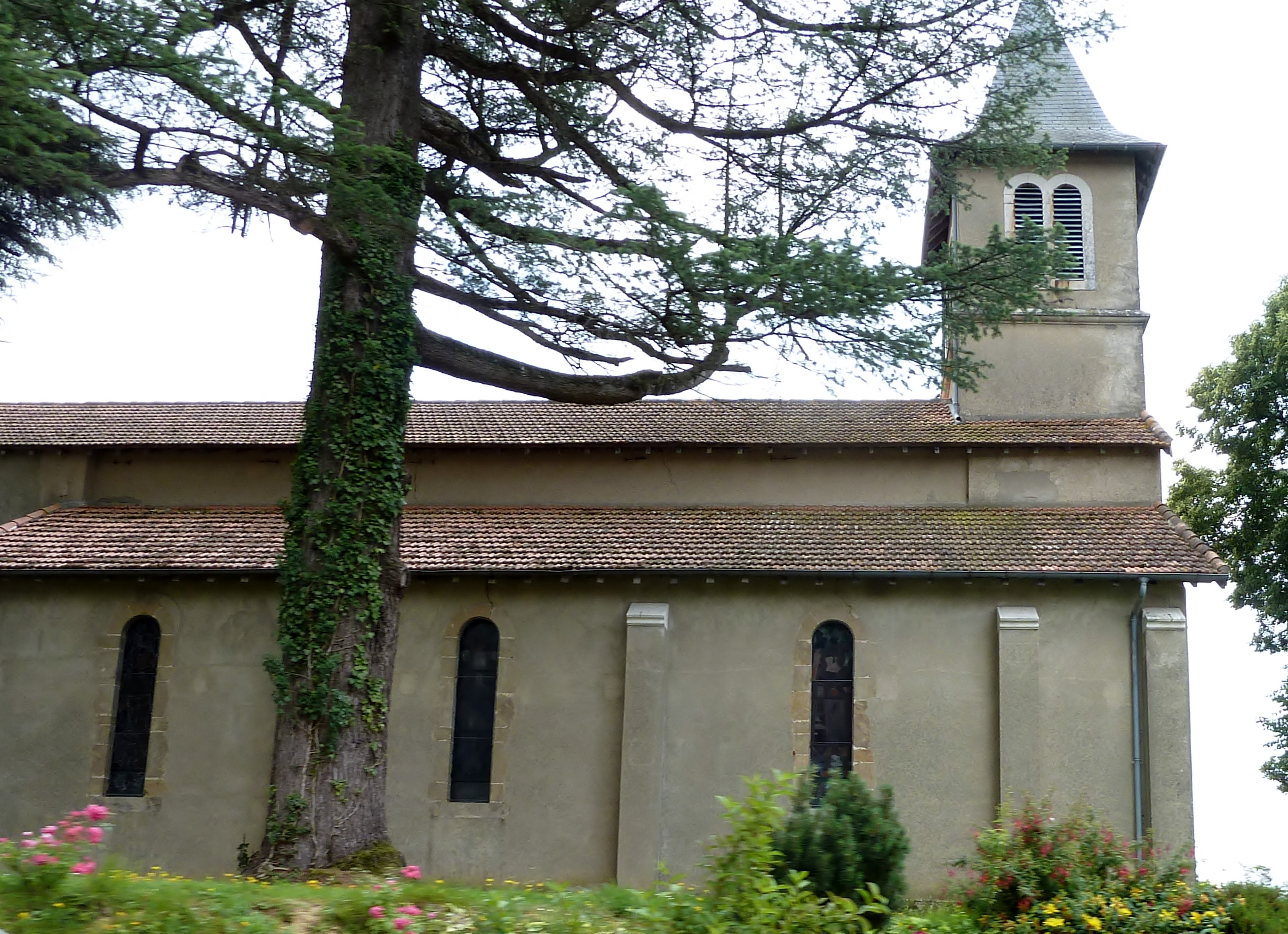
Pfarrkirche Sainte-Lucie

- Pfarrkirche von Moncaup, geweiht Lucia von Syrakus. Der einfache Vorgängerbau wurde im Laufe des Mittelalters und noch vor der Bildung des Zentrums der Gemeinde erbaut. Obwohl sie 1860 renoviert worden war, wurde sie 1901 abgerissen, weil die Gemeinde sie als zu abgelegen vom Zentrum erachtete. Die heutige Kirche wurde zwischen 1903 und 1906 als Ersatz errichtet. Ihr dreischiffiges Langhaus ist mit einem Glockenturm abgeschlossen, der einen viereckigen Helm trägt. Sechs Glasfenster aus beginnenden 20. Jahrhunderts sind Werke des Glasmalers Pierre Arcencam, zwei stammen aus dem ersten Hälfte des gleichen Jahrhunderts und stammen von der Glasmalerei Mauméjean. Viele weitere Ausstattungsgegenstände datieren aus dem 18. und 19. Jahrhundert und sind als nationale Kulturgüter registriert.[8][9]

- Schloss von Moncaup. Es ist am Ende des 17. Jahrhunderts errichtet worden, zu einer Zeit des höchsten Wohlstands und Blüte der Gemeinde. Das herrschaftliche Anwesen gehörte fortan Jean de Laborde, einem Arzt, der 1655 in den Adelsstand erhoben wurde. Es blieb im Besitz der Familie Laborde-Montpezat bis 1730. Auf der Karte von Cassini von 1750 ist es unter dem Namen Moncaup eingetragen. Das Schloss besteht aus zwei Gebäuden, die l-förmig angeordnet sind. Sie besitzen hohe Walmdächer, die mit kleinen Flachziegeln gedeckt sind. Das Schloss ist nicht zu besichtigen.[10][5]

- Schloss Floris. Es ist ebenfalls gegen Ende des 17. Jahrhunderts gebaut worden und erhielt seinen Namen von seinem ersten Besitzer. 1675 gehörte es der Familie Tarrides-Floris, dann ging es in den Besitz der Familie Tarride-Lomagne über, nach der Französischen Revolution an die Familie Duviau. Letztere ließen es vermutlich gegen Ende des 18. Jahrhunderts neu bauen, denn es trägt die Jahreszahl „1797“ und die Initialen „P.D.“ auf dem Giebel. Auf der Karte von Cassini von 1750 ist es unter dem Namen Floris eingetragen. Ein anderes Datum „1841“ auf dem schmiedeeisernen Geländer der Loggia erlaubt die Datierung der Erweiterung des östlichen Flügels. Das Schloss ist heute ein Weingut und nicht zu besichtigen.[11][5]

## Wirtschaft und Infrastruktur

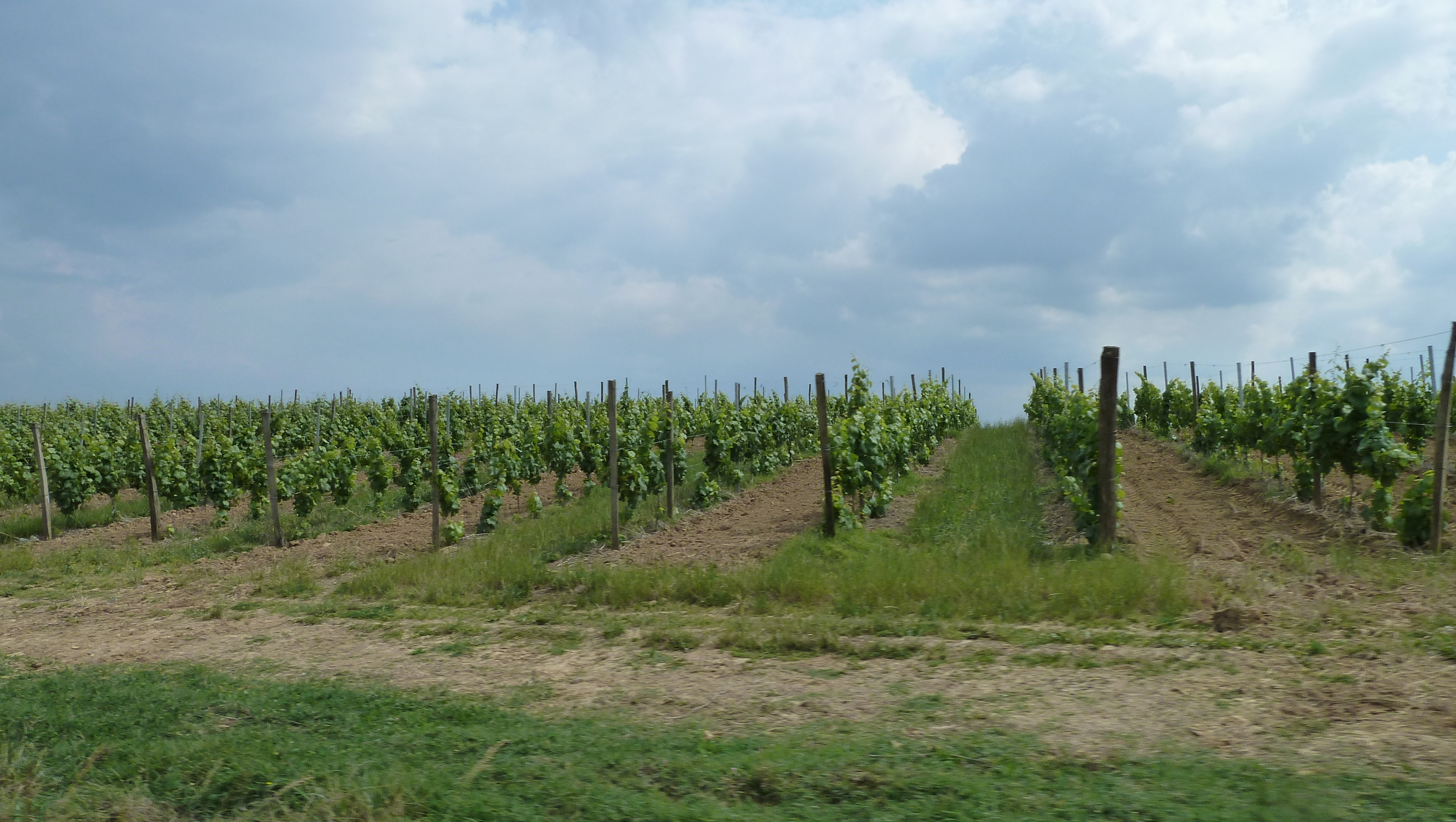
Weinberg in Moncaup

Die Landwirtschaft ist traditionell der wichtigste Wirtschaftsfaktor der Gemeinde. Moncaup liegt in den Zonen AOC der Weinanbaugebiete des Béarn, Madiran und Pacherenc du Vic-Bilh.
Das Landgut Clos Basté baut auf einer Fläche von zehn Hektar Weine der AOC Madiran und Pacherenc du Vic-Bilh nach biologischen Richtlinien an. Besucher können neben Verkostung und Kauf von Weinen auf Anfrage die Weinberge und den Weinkeller auf Führungen kennenlernen.

### Bildung
Moncaup verfügt über eine öffentliche Grundschule mit 16 Schülerinnen und Schülern im Schuljahr 2017/2018.

### Sport und Freizeit
Vier Rundwege von 3 bis 7 km Länge führen zu bis zu fünf Wasserquellen rund um Moncaup.

### Verkehr
Moncaup wird durchquert von den Routes départementales 51 (Hautes-Pyrénées: 48), 142 und 221 (Hautes-Pyrénées: 50).